# Plateau de Gravelle
Pour les articles homonymes, voir Gravelle.
Le plateau de Gravelle est un relief situé entre le 12e arrondissement de Paris et le département du Val-de-Marne (Île-de-France). Contourné par la Marne, il est en majeure partie couvert par le bois de Vincennes.

## Évènements
En 1949, le Critérium international de cyclo-cross (championnat du monde officieux de la discipline) est organisé au plateau de Gravelle.
Le championnat du monde de cyclo-cross 1950  est organisé au plateau de Gravelle.
De 1964 à 1967, il a accueilli le décor du film Playtime de Jacques Tati.[réf. nécessaire]
Il a donné son nom au Prix du Plateau de Gravelle.